# Флориан, Кенни
Ке́ннет А́лан Фло́риан (англ. Kenneth Alan Florian; род. 26 мая 1976, Уэствуд) — американский боец смешанного стиля, представитель нескольких весовых категорий от средней до полулёгкой. Выступал на профессиональном уровне в период 2003—2011 годов, известен прежде всего по участию в турнирах бойцовской организации UFC, трижды претендовал на титул чемпиона UFC. Финалист первого сезона бойцовского реалити-шоу The Ultimate Fighter.

## Биография
Кенни Флориан родился 26 мая 1976 года в городе Уэствуд округа Норфолк, штат Массачусетс. Был четвёртым ребёнком из шести детей в семье перуанского происхождения (помимо американского гражданства Кенни имеет также гражданство Перу). Детство провёл в соседнем городке Довер, где во время учёбы в старшей школе успешно выступал за местную футбольную команду. Продолжил карьеру футболиста в Бостонском колледже, выступал в первом дивизионе Национальной ассоциации студенческого спорта.
По окончании колледжа увлёкся единоборствами, практиковал бразильское джиу-джитсу в одном из бостонских клубов, получив в этой дисциплине чёрный пояс и третий дан.

### Начало профессиональной карьеры
Дебютировал в смешанных единоборствах на профессиональном уровне в январе 2003 года, выиграв у своего соперника техническим нокаутом в первом же раунде. Выступал в небольших американских промоушенах Mass Destruction и Combat Zone, уже в третьем поединке потерпел поражение раздельным судейским решением от Дрю Фикетта. На этом шоу присутствовал Дэйна Уайт, его впечатлило выступление Флориана, и он пригласил бойца принять участие в первом сезоне реалити-шоу The Ultimate Fighter.

### The Ultimate Fighter
Выступая в TUF в средней весовой категории, Флориан сумел дойти до финала, но в решающем поединке, состоявшемся в апреле 2005 года, техническим нокаутом проиграл Диего Санчесу.

### Ultimate Fighting Championship
Несмотря на проигрыш в финале TUF, Флориан всё же получил возможность подписать контракт с крупнейшей бойцовской организацией мира Ultimate Fighting Championship. Здесь он постепенно спускался в весе от средней категории до полусредней, а затем и до лёгкой. Победил нескольких сильных соперников, в их числе Алекс Каралексис, Кит Коуп, Сэм Стаут.
Благодаря череде удачных выступлений в 2006 году удостоился права оспорить вакантный титул чемпиона UFC в лёгком весе, но проиграл единогласным решением судей другому претенденту Шону Шерку. При этом заработал бонус за лучший бой вечера.
В дальнейшем Флориан сделал серию из шести побед подряд, в том числе досрочно победил таких именитых бойцов как Джо Лозон и Джо Стивенсон, ещё два раза награждался премией за лучший бой вечера. В августе 2009 года ему представился ещё один шанс заполучить титул чемпиона UFC в лёгкой весовой категории, однако вновь его постигла неудача — действующий чемпион Би Джей Пенн принудил его к сдаче в четвёртом раунде с помощью удушающего приёма сзади.
В 2009 и 2010 годах отметился победами над Клеем Гвидой и Таканори Гоми, но затем проиграл Грэю Мейнарду поединок, считавшийся претендентским.
После этого поражения Кенни Флориан решил ещё сбросить вес и перешёл в полулёгкую категорию. В 2011 году в новом дивизионе он победил по очкам Диегу Нуниса и встретился с действующим чемпионом Жозе Алду — чемпионское противостояние между ними продлилось все отведённые пять раундов, в итоге судьи единогласным решением отдали победу бразильцу, сохранив за ним пояс чемпиона. Вскоре по окончании этого боя Флориан объявил о завершении карьеры профессионального бойца.
Впоследствии занимался тренерской деятельностью в собственном зале Florian Martial Arts Center, принимал участие в трансляциях смешанных единоборств в качестве эксперта и комментатора.

## Статистика в профессиональном ММА
| Боёв 20  | Побед 14 | Поражений 6 |
| -------- | -------- | ----------- |
| Нокаутом | 3        | 1           |
| Сдачей   | 9        | 1           |
| Решением | 2        | 4           |

| Результат | Рекорд | Соперник              | Способ                  | Турнир                                  | Дата             | Раунд | Время | Место            | Примечание                                                     |
| --------- | ------ | --------------------- | ----------------------- | --------------------------------------- | ---------------- | ----- | ----- | ---------------- | -------------------------------------------------------------- |
| Поражение | 14-6   | Жозе Алду             | Единогласное решение    | UFC 136                                 | 8 октября 2011   | 5     | 5:00  | Хьюстон, США     | Бой за титул чемпиона UFC в полулёгком весе.                   |
| Победа    | 14-5   | Диегу Нунис           | Единогласное решение    | UFC 131                                 | 11 июня 2011     | 3     | 5:00  | Ванкувер, Канада | Дебют в полулёгком весе.                                       |
| Поражение | 13-5   | Грэй Мейнард          | Единогласное решение    | UFC 118                                 | 28 августа 2010  | 3     | 5:00  | Бостон, США      | Претендентский бой в лёгком весе.                              |
| Победа    | 13-4   | Таканори Гоми         | Сдача (удушение сзади)  | UFC Fight Night: Florian vs. Gomi       | 31 марта 2010    | 3     | 2:52  | Шарлотт, США     | Приём вечера.                                                  |
| Победа    | 12-4   | Клей Гвида            | Сдача (удушение сзади)  | UFC 107                                 | 12 декабря 2009  | 2     | 2:19  | Мемфис, США      |                                                                |
| Поражение | 11-4   | Би Джей Пенн          | Сдача (удушение сзади)  | UFC 101                                 | 8 августа 2009   | 4     | 3:54  | Филадельфия, США | Бой за титул чемпиона UFC в лёгком весе.                       |
| Победа    | 11-3   | Джо Стивенсон         | Сдача (удушение сзади)  | UFC 91                                  | 15 ноября 2008   | 1     | 4:03  | Лас-Вегас, США   |                                                                |
| Победа    | 10-3   | Роджер Уэрта          | Единогласное решение    | UFC 87                                  | 9 августа 2008   | 3     | 5:00  | Миннеаполис, США |                                                                |
| Победа    | 9-3    | Джо Лозон             | TKO (удары)             | UFC Fight Night: Florian vs. Lauzon     | 2 апреля 2008    | 2     | 3:28  | Брумфилд, США    | Бой вечера.                                                    |
| Победа    | 8-3    | Дин Томас             | Сдача (удушение сзади)  | UFC Fight Night: Thomas vs Florian      | 19 сентября 2007 | 1     | 4:31  | Лас-Вегас, США   |                                                                |
| Победа    | 7-3    | Элвин Робинсон        | Сдача (удары руками)    | UFC 73                                  | 7 июля 2007      | 1     | 4:30  | Сакраменто, США  |                                                                |
| Победа    | 6-3    | Докондзёносукэ Мисима | Сдача (удушение сзади)  | UFC Fight Night: Stevenson vs. Guillard | 5 апреля 2007    | 3     | 3:57  | Лас-Вегас, США   | Бой вечера.                                                    |
| Поражение | 5-3    | Шон Шерк              | Единогласное решение    | UFC 64: Unstoppable                     | 14 октября 2006  | 5     | 5:00  | Лас-Вегас, США   | Бой за вакантный титул чемпиона UFC в лёгком весе; Бой вечера. |
| Победа    | 5-2    | Сэм Стаут             | Сдача (удушение сзади)  | The Ultimate Fighter 3 Finale           | 24 июня 2006     | 1     | 1:46  | Лас-Вегас, США   | Дебют в лёгком весе; Приём вечера.                             |
| Победа    | 4-2    | Кит Коуп              | Сдача (удушение сзади)  | The Ultimate Fighter 2 Finale           | 5 ноября 2005    | 2     | 0:37  | Лас-Вегас, США   |                                                                |
| Победа    | 3-2    | Алекс Каралексис      | TKO (остановлен врачом) | UFC Ultimate Fight Night                | 6 августа 2005   | 2     | 2:52  | Лас-Вегас, США   | Вернулся в полусредний вес.                                    |
| Поражение | 2-2    | Диего Санчес          | TKO (удары руками)      | The Ultimate Fighter 1 Finale           | 9 апреля 2005    | 1     | 2:49  | Лас-Вегас, США   | Финал шоу The Ultimate Fighter в среднем весе.                 |
| Поражение | 2-1    | Дрю Фикетт            | Раздельное решение      | Combat Zone 7: Gravel Pit               | 10 июля 2004     | 3     | 5:00  | Ревир, США       |                                                                |
| Победа    | 2-0    | Бобби Макэндрюс       | Сдача (кимура)          | Mass Destruction 15                     | 21 февраля 2004  | 1     | 1:57  | Бостон, США      |                                                                |
| Победа    | 1-0    | Джейсон Жиро          | TKO (удары руками)      | Mass Destruction 10                     | 25 января 2003   | 1     | 3:23  | Тонтон, США      |                                                                |